# Cinco Punições (China)
As Cinco Punições (chinês :五刑; pinyin: wǔ xíng; cantonês Yale: ńgh yìhng) era o nome coletivo para uma série de penalidades físicas impostas pelo sistema legal da China dinástica pré-moderna.  Ao longo do tempo, a natureza das Cinco Punições variou. Antes da época da dinastia Han ocidental, o imperador Han Wendi (r. 180–157 a.C) envolvia tatuagem, corte do nariz, amputação de um ou ambos os pés, castração e morte. Após as dinastias Sui e Tang (581–907 d.C), estes foram alterados para servidão penal, banimento, morte ou punição corporal na forma de chicotear com tiras de bambu ou açoitar com uma vara. Embora os Cinco Castigos fossem uma parte importante do sistema penal da China Dinástica, eles não eram os únicos métodos de punição usados.

## Origem
Acredita-se que os primeiros usuários dos Cinco Castigos sejam o Clã Sanmiao (三苗氏). Outras fontes afirmam que eles se originaram com Chiyou, o lendário criador de metalurgia e armas e líder do antigo grupo étnico Nine Li (九黎). Durante a dinastia Xia subsequente (ca. 2070 a.C-ca. 1600 a.C), Qi de Xia, filho de Yu, o Grand, o fundador da dinastia, adotou as punições de amputação de um ou ambos os pés (yuè刖) de Miao, corte o nariz (yì劓), cinzelamento (zhuó琢), tatuar o rosto ou a testa (qíng黥) e outros tipos de punição. A tatuagem, a amputação do nariz ou dos pés, a remoção dos órgãos reprodutores e a morte tornaram-se as cinco principais formas do sistema de punição durante esse período. Da dinastia Xia em diante, passando pela dinastia Shang (1600–1046 a.C) e pela dinastia Zhou (1046–256 a.C). As "Cinco Punições para os Escravos" foram abolidas durante o reinado do Imperador Wen de Han após uma petição de uma mulher Chunyu Tiying (淳于緹縈), e substituídas pelas "Cinco Punições para os Servos".

## Os Cinco Castigos na China Antiga
Além da pena de morte, as quatro Punições para Escravos restantes foram projetadas para causar danos aos seus corpos que os marcariam por toda a vida.  Todos os cidadãos comuns foram submetidos a essas punições.  Essas punições eram para homens. O número de crimes aos quais a punição foi aplicada está listado ao lado de cada um:
- Mò (墨), também conhecido como qíng (黥), onde o infrator seria tatuado no rosto ou na testa com tinta indelével. (1 000 crimes)
- Yì (劓), onde o nariz do infrator foi cortado. Isso foi feito sem anestesia. (1 000 crimes)
- Yuè (刖), também conhecido como bìn (臏) durante a dinastia Xia e zhǎnzhǐ (斬趾) durante a dinastia Qin, envolvia a amputação do pé esquerdo ou direito ou ambos. Outras fontes afirmam que esta punição envolveu a remoção da rótula, que se afirma ser a fonte do nome do estrategista militar Sun Bin do período dos Reinos Combatentes. (500 crimes)
- Gōng (宮), também conhecido como yínxíng (淫刑), fǔxíng (腐刑)  ou cánshì xíng (蠶室刑), onde os órgãos reprodutivos do agressor masculino foram removidos. O pênis foi removido e os testículos foram cortados (emasculação), e o infrator foi condenado a trabalhar como eunuco no palácio imperial.  Tal pena era aplicada tanto para o homem como para a mulher,  em casos de adultério, atividade licenciosa ou promíscua. (300 crimes)
- Dà Pì (大辟), a sentença de morte. Os métodos de execução eram esquartejar ou cortar o corpo em quatro pedaços (fēn wéi lù分為戮); ferver vivo( peng烹); arrancar a cabeça e quatro membros de um ofensor, prendendo-os a carros (chēliè車裂); decapitação (xiāoshǒu梟首); execução seguida de abandono do corpo do infrator no mercado público local (qìshì棄市); estrangulamento (jiǎo絞); e fatiamento lento (íngchí凌遲). Outros métodos de execução também foram usados, para mais de 200 crimes diferentes.[4][5][6][3]

## Os Cinco Castigos na China Imperial
Durante a dinastia Han ocidental, a tatuagem e a amputação foram abolidas como punições e nas dinastias subsequentes, as cinco punições sofreram modificações adicionais. Na dinastia Sui, as cinco punições atingiram a forma básica que teriam até o final da era imperial. Este é um breve levantamento das cinco punições durante a dinastia Qing:
- Chī (笞), batendo nas nádegas com uma leve bengala de bambu. Durante a dinastia Qing (1644-1911), foram usados badalos de bambu. Havia cinco graus de chī :
  - 10 chicotadas (remetidas no pagamento de 600 wén (文) em dinheiro de cobre)
  - 20 chicotadas (remetidas mediante pagamento de 1 guàn (貫) e 200 wen em dinheiro de cobre. 1 guàn equivale a 1000 wen)
  - 30 chicotadas (remetidas no pagamento de 1 guàn e 800 wén em dinheiro de cobre)
  - 40 chicotadas (remetidas no pagamento de 2 guàn e 400 wén em dinheiro de cobre)
  - 50 chicotadas (remitidas mediante pagamento de 3 guàn em dinheiro de cobre)  [4][5][6][3]
- Zhàng (杖), batendo com uma vara grande nas costas, nádegas ou pernas. Os cinco graus de zhàng foram:
  - 60 golpes (remetidos no pagamento de 3 guàn e 600 wén em dinheiro de cobre)
  - 70 golpes (remetidos no pagamento de 4 guàn e 200 wén em dinheiro de cobre)
  - 80 golpes (remetidos no pagamento de 4 guàn e 800 wén em dinheiro de cobre)
  - 90 golpes (remetidos no pagamento de 5 guàn e 400 wén em dinheiro de cobre)
  - 100 golpes (remetidos mediante pagamento de 6 guàn de dinheiro de cobre)[4][5][6][3]
- Tú (徒), servidão penal obrigatória com cinco graus de severidade:
  - Um ano de servidão penal mais 60 golpes da vara grande (remetidos mediante pagamento de 12 guàn em dinheiro de cobre)
  - Um ano e meio de servidão penal mais 70 golpes do bastão grande (remetidos mediante pagamento de 15 guàn em dinheiro de cobre)
  - Dois anos de servidão penal mais 80 golpes do bastão grande (remetidos mediante pagamento de 18 guàn em dinheiro de cobre)
  - Dois anos e meio de servidão penal mais 90 golpes do bastão grande (remetidos mediante pagamento de 21 guàn em dinheiro de cobre)
  - Três anos de servidão penal mais 100 golpes do bastão grande (remetidos mediante pagamento de 24 guàn em dinheiro de cobre)[4][5][6][3]
- Liú (流), exílio para um local remoto (como Hainan) com o retorno ao local de nascimento sendo proibido. Havia três graus de gravidade:
  - 2000 lĭ (里) (620 milhas) mais 100 golpes do bastão grande (remetido mediante pagamento de 30 guàn em dinheiro de cobre)
  - 2.500 lǐ (775 milhas) mais 100 golpes do bastão grande (remetidos mediante pagamento de 33 guàn em dinheiro de cobre)
  - 3.000 lǐ (930 milhas) mais 100 golpes do bastão grande (remetido mediante pagamento de 36 guàn em dinheiro de cobre)
- Sĭ (死), Pena de morte. Após as dinastias Sui e Tang , havia geralmente duas opções: estrangulamento (jiǎo絞) ou decapitação (zhǎn斬). A partir da dinastia Song (970–1279 d.C.) em diante, o corte lento (língchí凌遲) junto com a decapitação (xiāoshŏu梟首) também foram usados. A pena de morte poderia ser perdoada mediante o pagamento de 42 guàn em dinheiro de cobre.[4][5][6][3]

A escala dos pagamentos de remessas pode ser avaliada pelo fato de que na época do Imperador Qianlong (1735-1796), o salário médio de um trabalhador da construção civil na província de Zhili era de 0,72 wén ou 0,6 onças troy de prata por dia.
Essas punições eram aplicadas às mulheres pelos mesmos crimes cometidos pelos homens:
- Xíngchōng (刑舂), onde o infrator é forçado a moer grãos.
- Zǎnxíng (拶刑), também conhecido como (zǎnzhĭ拶指), apertar os dedos entre as varas.
- Zhàngxíng (杖刑), bater no apenado com varas de madeira.
- Cìsǐ (dar a morte), suicídio forçado.
- Gōngxíng (宮刑), sequestro ou confinamento em um quarto. Punição por licenciosidade ou adultério. Essa punição era aplicada tanto para mulheres como para homens.[4][5][6][3]